# Onthophagus subulifer
Onthophagus subulifer là một loài bọ cánh cứng trong họ Bọ hung (Scarabaeidae).